# Ishibashi Shōjirō

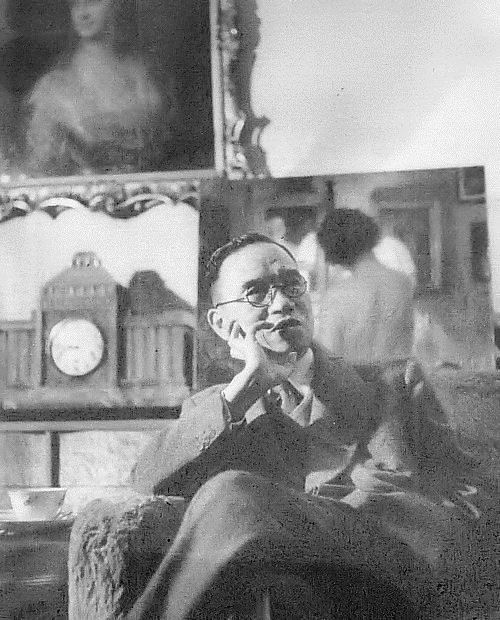
Ishibashi, ca. 1952

Ishibashi Shōjirō (japanisch 石橋 正二郎; geboren 1. Februar 1889 in Kurume (Präfektur Fukuoka); gestorben 11. September 1976) war ein japanischer Unternehmer und Gründer des Reifenherstellers Bridgestone.

## Leben und Wirken
Ishibashi Shōjirō übernahm das Familiengeschäft, das Tabi produzierte, und erweiterte es um weitere preiswerte Produkte. 1931 gründete er die Bridgestone Corporation. Die Firma entwickelte sich gut, vor allem in Folge der Nachfrage während des Zweiten Weltkriegs.
1950 schloss Ishibashi einen Vertrag mit der amerikanischen Firma Goodyear Tire & Rubber Company ab und konnte damit die Qualität der heimischen Produktion von Reifen verbessern. Er hatte als Investor den Autohersteller Prince Jidōsha Kōgyō mit aufgebaut, der am 1. August 1966 mit Nissan fusionierte.
Ishibashi war auch als Kunstsammler bekannt. Er richtete 1952 das „Bridgestone Museum of Art“ in Tokio ein. 1956 folgte das Ishibashi Museum of Art in seiner Heimatstadt Kurume.